# Clara Sachs

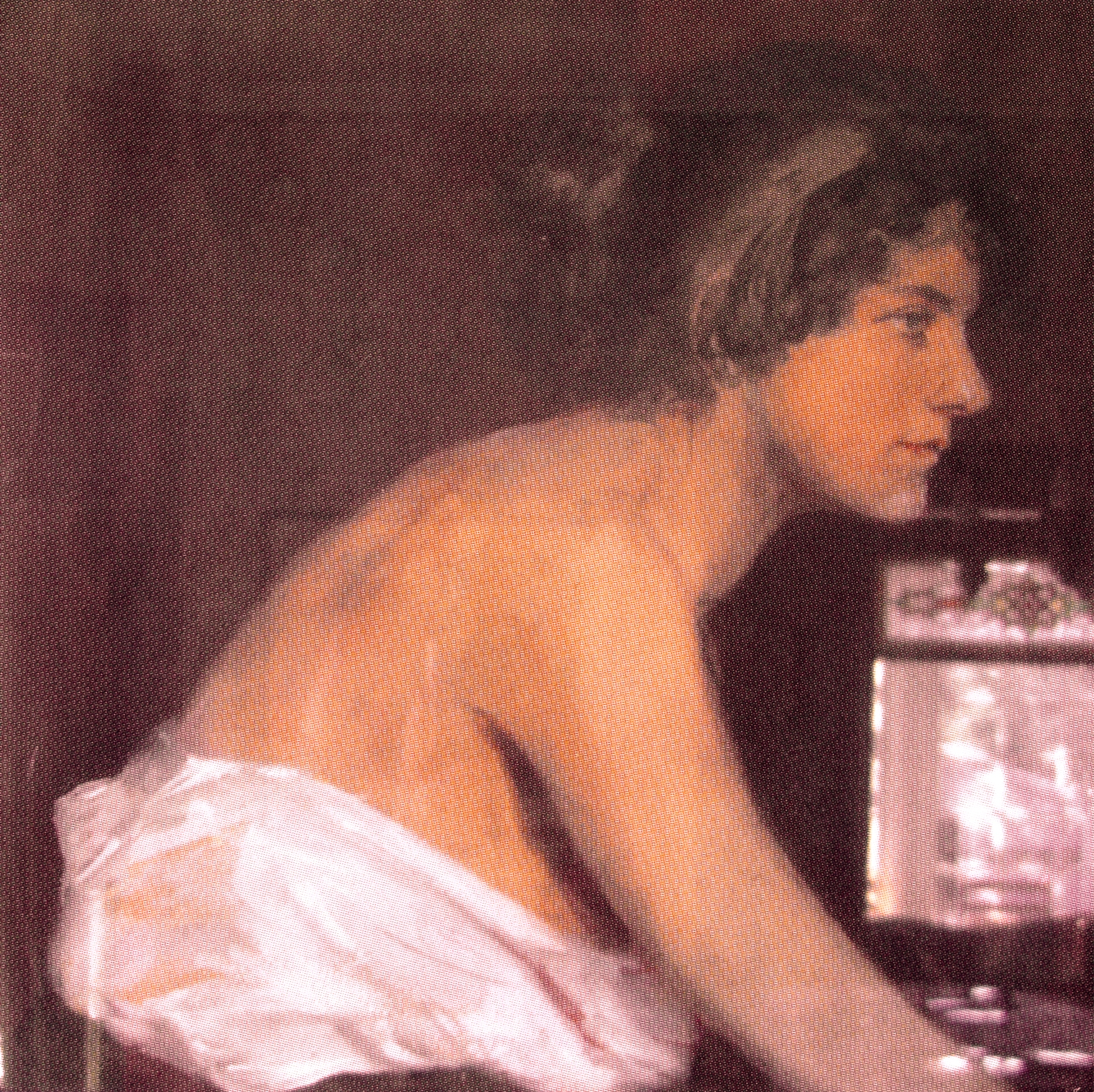
Clara Sachs, Portret Clary Immerwahr, 1900.

Clara Sachs (ur. 6 lutego 1862 we Wrocławiu, zm. 1 stycznia 1921 tamże) – niemiecka malarka.
Clara Sachs była córką zamożnego przedsiębiorcy Leopolda Moritza Sachsa (1832- 1897) i jego żony Sophie Guradze. 
Malarstwa uczyła się u Hermanna Bayera we Wrocławiu, w Pracowni Malarstwa Krajobrazowego Śląskiego Muzeum Sztuk Pięknych pod kierunkiem Carla Covena Schirma, u Juliusa Jacoba młodszego w Berlinie i u Karla von Marra w Monachium. Rad udzielał jej także wrocławski malarz Eugen Spiro. 
Przed 1900 r. wróciła do Wrocławia i związała się z miejscowym środowiskiem artystycznym. W 1903 r. kształciła się w Paryżu. W 1904 założyła pracownię dla uczniów we Wrocławiu. Od 1905 r. mieszkała w pałacu książąt Hohenlohe na Szczytnikach, który był własnością Alberta Neissera. W 1906 r. wyjechała do Normandii i Bretanii. Po śmierci Alberta Neissera została członkiem zarządu Fundacji Neisserów. 
Tworzyła pejzaże, portrety i martwe matury, wykazujące wpływy impresjonizmu. 
Została pochowana na Starym Cmentarzu Żydowskim we Wrocławiu.